# Heinrich Martens
Heinrich Martens (russisch Генрих Генрихович Мартенс, wiss. Transliteration Genrich Genrichovič Martens; * 1956 in Donezk, Ukrainische SSR) ist ein russlanddeutscher Kulturaktivist. Martens ist Gründer und Vorsitzender des Internationalen Verbandes der deutschen Kultur (IVDK), Vorsitzender des Verbandes Föderale Nationale Kulturautonomie der Russlanddeutschen (FNKA) sowie Gründer und Herausgeber der Moskauer Deutschen Zeitung (MDZ). 

## Leben
Heinrich Martens wurde 1956 in einer von Russlandmennoniten abstammenden Familie in der Stadt Donezk (heute Ukraine) geboren. 1974 absolvierte er die mittlere Schule und arbeitete bis 1981 u. a. in der Forschungsabteilung für technische Ausbildungsmittel an der Donezker staatlichen Universität. 1986 absolvierte Martens als Bergingenieur die Donezker polytechnische Hochschule und arbeitete bis 1991 für die Kohlenindustrie in der Sowjetunion. In den späteren Jahren setzte Heinrich Martens sich auf nationaler Ebene in Russland und ebenso auf internationaler Ebene vor allem für die kulturellen Belange der Russlanddeutschen ein. Er ist mit Olga Martens verheiratet und lebte bis 2022 in Moskau, anschließend wanderte das Paar nach Deutschland aus.

## Engagement für Deutsche in Russland
1989 gründete Martens die Donezker Gebietsgesellschaft der sowjetdeutschen „Wiedergeburt“ und 1991 den Internationalen Verband der deutschen Kultur, dessen Vorsitzender er bis heute ist.
Seit 1991 hat Heinrich Martens zahlreiche russlandweite und zwischenregionale Kulturfestivals sowie Bildungs- und Sprachprojekte organisiert, die größtenteils von der Russischen Föderation gefördert wurden. Seit 1992 ist Martens Mitglied der „Zwischenstaatlichen deutsch-russischen Kommission für die Probleme der Russlanddeutschen“. Mitte der 1990er Jahre initiierte Martens die Gründung des Jugendrings der Russlanddeutschen, eine zwischenregionale NGO in Russland.
1997/98 organisierte Heinrich Martens die Neugründung der Moskauer Deutschen Zeitung, deren Herausgeber er bis heute ist. Außerdem gründete Martens den russlanddeutschen Verlag „IVDK-Press“ sowie die Kinderzeitschrift Schrumdirum, die gleichzeitig als Deutschlehrwerk für Kinder eingesetzt wird.
Martens nimmt seit 2004 an den Sitzungen des deutsch-russischen Forums Petersburger Dialog teil, ist seit 2005 Mitglied der Arbeitsgruppe des Ausschusses für nationale Angelegenheiten der Duma und wurde 2007 mit der Ehrenurkunde des Ministeriums für regionale Entwicklung der Russischen Föderation für seinen Beitrag zur Entwicklung der internationalen Beziehungen in der Russischen Föderation ausgezeichnet.
Heinrich Martens ist Beauftragter des russischen Präsidenten Wladimir Putin bei der Präsidentenwahl 2018.
Gegenüber OstWest verriet Olga Martens im Juli 2022, dass der Internationale Verband der deutschen Kultur (IVDK), sich in einer öffentlichen Erklärung gegen den Angriffskrieg in der Ukraine positioniert habe; diese ist auf der Website der Stiftung Verbundenheit mit den Deutschen im Ausland abrufbar.